# بني موسى (بني بوزرة)
بني موسى هي إحدى مشيخات المملكة المغربية، تتبع جغرافيا لإقليم شفشاون وإداريًا لبني بوزرة. يقدر عدد سكانها بـ 7478 نسمة حسب الإحصاء الرسمي للسكان والسكنى لسنة 2004.